# Leoncjusz
Leoncjusz – imię męskie pochodzenia greckiego.
Do języka polskiego imię to zostało zapożyczone z łaciny, gdzie miało formę Leontius. Natomiast do łaciny dostało się z greki: Λεόντιος Leóntios było tam zdrobnieniem różnych imion rozpoczynających się od członu Λεον- Leon-, a wywodzących się od wyrazu λέων léōn „lew”.
W Polsce imię to spotyka się w Białostockiem. W roku 2001 nosiło je 168 Polaków, nie należy ono zatem do 531 najczęstszych imion w Polsce (licząc łącznie imiona męskie i żeńskie).
Żeńskim odpowiednikiem jest Leoncja.
Leoncjusz imieniny obchodzi: 13 stycznia, 19 lutego, 11 maja, 23 maja i 18 czerwca.

## Odpowiedniki w innych językach
- angielski: Leontius
- francuski: Leontius
- hiszpański: Léonce
- łacina: Leontius
- niemiecki: Leontius
- rosyjski: Леонтий, Леонт
- włoski: Leonzio

## Osoby noszące imię Leoncjusz
- św. Leoncjusz – biskup Cezarei Kapadockiej, święty katolicki
- św. Leoncjusz – biskup Rostowa, męczennik, święty katolicki i prawosławny
- Leoncjusz I (cesarz bizantyński)
- Leoncjusz II (cesarz bizantyński)
- Leoncjusz (Lebiedinski) – rosyjski biskup prawosławny
- Leoncjusz (Stasiewicz) – duchowny Rosyjskiego Kościoła Prawosławnego, archimandryta

Postaci fikcyjne
- Leôncio Almeida – postać z serialu Niewolnica Isaura

inne artykuły i przekierowania do artykułów zaczynające się od imienia Leoncjusz • Leontius • Léonce • Leoncio • Leonzio 